# Caner Sayak
Caner Sayak – turecki bokser, zdobywca 3. miejsca na Mistrzostwach Unii Europejskiej w 2008 roku oraz dwukrotny medalista akademickich mistrzostw świata.